# Лодзька битва
Лодзька битва (29 жовтня (11 листопада) — 11(24) листопада 1914) — масштабна битва військ російської армії з військами німецької та австро-угорської армій на Східному фронті Першої світової війни. Битва стала результатом контрнаступу німецьких військ проти супротивника, що приготувався до наступу на території Центральної Польщі. У ході оборонної операції, а потім контрнаступу війська Північно-Західного фронту (генерал від інфантерії Рузький М. В.) зірвали спробу німецького Східного фронту (генерал-полковник П. Гінденбург) оточити і знищити російські 2А і 5А в р-ні Лодзі, а потім відкинути росіян за Віслу. Лодзька битва — одна з найскладніших і напружених битв першого етапу 1-ї світової війни. Характеризувалася активними маневреними діями і великою кількістю зустрічних боїв.

## Історія

### Загальна ситуація
Після успішного завершення російськими військами Варшавсько-Івангородської операції російська Ставка розробила план продовження наступу силами 2-ї і 5-ї армій Північно-Західного фронту і 4-ї і 9-ї армій Південно-Західного фронту в цілях глибокого вторгнення в межі Німеччини.
За задумом наступ намічалося почати 1 (14) листопада. Німецьке командування, дізнавшись з перехоплених радіограм про цей план, ухвалило рішення: випередивши російські війська в наступі, вирвати в них стратегічну ініціативу. Воно перекинуло 9-ту німецьку армію (командувач генерал А. Макензен) з району Ченстохова, Каліш на північ, в район Торна (Торунь), з тим, щоб звідси завдати раптового удару у фланг і тил 2-й і 5-й російським арміям із завданням оточити і розгромити їх в районі Лодзі. 3-й німецький кавалерійський корпус, корпуси «Бреслау» та «Позен», група військ генерала Р. Войрша (гвардійський резервний корпус і 2-га піхотна дивізія) і 2-га австро-угорська армія повинні були стримати наступ російських військ з фронту і активними діями скувати їх.

### Склад сил
До початку операції 9-та німецька армія мала 155 тисяч багнетів і шабель, 450 кулеметів і 960 гармат, допоміжна група (без військ генерала Р. Войрша і 2-ї австро-угорської армії генерала Е.фон Бем-Ермолі) — 124 тисяч багнетів і шабель, 250 кулеметів і 480 гармат. Російські армії, що їм протистояли (1-ша, 2-га і 5-та) налічували 367 тисяч багнетів і шабель, 740 кулеметів, 1305 гармат. На напрямку головного удару німецькому командуванню вдалося створити значну перевагу в живій силі і артилерії. 29 жовтня (11 листопада) ударна група 9-ї німецької армії перейшла в наступ, завдаючи удару з району Торна на Кутно в стик 1-й (генерал Ренненкампф П. К.) і 2-й (генерал Шейдеман С. М.) російським арміям, який прикривався двома корпусами.

### Хід битви

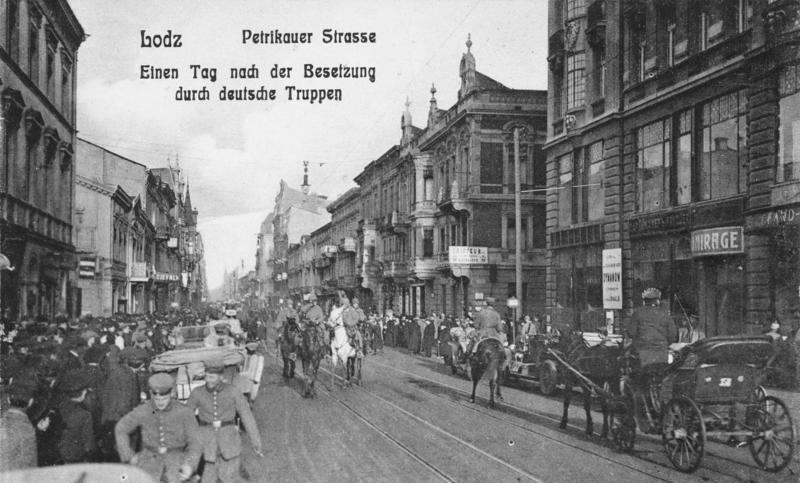
Німецькі війська входять у Лодзь

1 листопада перейшли в наступ 2-га, 5-та і 4-та російські армії. В ході боїв 30 жовтня-2 листопада (12-15 листопада) в районі Влоцлавське і Кутно німецькі війська не змогли розгромити російські армії. Надаючи запеклий опір, вони відійшли на схід.
За таким умов командувач 2-ї російської армії пересунув частину сил армії на північ і організував оборону на північ Лодзі, а командувач Північно-Західним фронтом генерал Рузький М. В. приступив до перегрупування на північ 2-ї і 5-ї армій. Для охоплення Лодзі зі сходу і півдня Макензен направив ударну групу генерала Р. Шеффера (3 піхотні та 2 кінні дивізії), яка 5-6 (18-19) листопада ціною великих втрат зуміла обійти правий фланг 2-ї армії і вийти їй у тил на ділянці дороги Лодзь — Петроков. Тут вона була зупинена підійшли з півдня корпусами 5-ї армії генерала Плеве П. А..
Фронтальний наступ групи військ генерала Р. Войрша і 2-ї австро-угорської армії було відбито. У боях 5-8 (18-21) листопада були відбиті також спроби німецьких корпусів «Позен» і «Бреслау» обійти Лодзь з південного заходу і півдня, щоб з'єднатися з групою Шеффера. Створена в районі Ловіч ударна група військ (близько 2 піхотних корпусів і 2 дивізій кінноти) 1-ї російської армії П.Ренненкампфа, наступаючи з півночі, зімкнула фронт з 2-ю армією східніше Лодзі у р. Брезін, в результаті чого німецька ударна група Р.Шеффера, котра обходила 2-гу російську армію, сама опинилася в оточенні. У боях 10-11 (23-24) листопада група Шеффера втратила понад 40 тисяч убитими і полоненими. Однак через неправильні дії Ренненкампфа П. К., що послав більшу частину Ловічської групи в іншому напрямку, на шляхах відходу оточеного противника виявилася лише одна 6-та Сибірська дивізія, яка не змогла стримати залишки військ групи Р. Шеффера, і їм вдалося 11 (24) листопада прориватися з оточення (6 тис. чол.).

### Підсумок битви
Таким чином, німецький план оточення 2-ї і 5-ї російських армій був зірваний. Вклинення 9-ї німецької армії в стик 1-й і 2-й армій стало ризикованим, авантюрним кроком. Виконуючи маневр на оточення, німецькі війська самі потрапили в «мішок», з якого змогли вибратися лише через помилки командувача 1-ї російської армії генерала Ренненкампфа П. К.. Не здійснився також і задум глибокого вторгнення до Німеччини, яке замислювало російське командування.
Окремі бої в Західній Польщі тривали до середини грудня, але переломити ситуацію німці так і не спромоглися. До середини грудня фронт стабілізувався, проте на той час російські формування зазнали серйозних втрат, позначився брак боєприпасів. 13 грудня 1914 Верховний Головнокомандувач дав наказ про відведення армій на заздалегідь підготовлені позиції по лінії річок Бзура, Равка і Ніда. Але й противник був настільки розмачулений попередніми боями, що навіть не зміг перейти в переслідування, тому відхід російських військ здійснювався взагалі без якого б то не було тиску з боку німців і австрійців. До 19 грудня частині Північно-Західного фронту вийшли на зазначені рубежі і закріпилися на зиму, одночасно здійснювалося доукомплектування особовим складом, поповнення втрат та матеріальних запасів, йшла підготовка до зимової кампанії. Німці задовольнилися заняттям залишеної території та атакувати нову лінію фронту теж не поспішали. На Східному фронті, як і на Західному, почалася позиційна війна. Після завершення битви по результатах командування військами були зняті зі своїх постів командувач 1-ї армії Ренненкампфа П. К. і командувач 2-ї армії Шейдеман С. М.
Лодзька битва стала однією з найбільших й надскладніших операцій маневреного періоду 1-ї світової війни — операцією глибоких обходів і оточень. Широке розповсюдження мали зустрічні битви. Активні бойові дії в операції велися на фронті понад 200 км й в глибину до 150 км.